# Leo Neuberger
Leo Neuberger bio je hrvatski graditelj, projektant, arhitekt i građevinski poduzetnik židovskog porijekla.

## Životopis
Od 1927. do 1941. vodi uspješnu građevinsku firmu u Zagrebu (u kojoj od 1927. do 1932. godine kao pripravnik surađuje arhitekt Zlatko Neumann) i važan je član Zagrebačke inženjerske komore. Gradio je brojne stambene i poslovne zgrade te obiteljske vile u  Pakracu,  Lipiku,  Novoj Gradiški,  Čakovcu, Zagrebu,  Rijeci i  Pragu.
Po uspostavi NDH sa suprugom Magdom rođenom Rado i kćerkom Mirjam preuzeo je židovski znak. Pokušao je spašavanje prelaskom na katoličanstvo, ali mu je poduzeće oduzeto i izgubio je svako namještenje. U srpnju 1941. zaveden je u popis vlastima NDH neophodno potrebnih stručnjaka, ali ni to mu nije pomoglo. Cijela obitelj bila je uhićena i deportirana u Auschwitz u  kolovozu 1942. ili svibnju 1943.

## Građevinska i arhitektonska ostvarenja
- Trokatna ugrađena najamna stambena - kuća Deutsch, Vukotinovićeva 5 u Zagrebu, Hrvatska, 1929. – 1931. projekt:  Z. Neumann
- Stambena jednokatnica - Vila Panian, Bosanska ulica 10 u Zagrebu, Hrvatska, 1929-1930, projekt: L. Neuberger[2]
- Trokatna uglovna ugraðena najamna stambena zgrada - kuća Pordes, Hrvojeva 10 u Zagrebu, HR, 1929. – 1931.,projekt:  Z. Neumann i L. Neuberger
- Stambena zgrada Gustava Wellera u Petrinjskoj 33 u Zagrebu, Hrvatska, 1932., projekt:  S. Florschütz i L. Neuberger[3]
- Zgrada Zagrebačke tvornice papira, Zavratnica 17 u Zagrebu, Hrvatska, 1935., projekt: L. Neuberger
- Stambena uglovnica - zgrada Kern, Ulica Antuna Bauera 29/Ulica kralja Zvonimira 11 u Zagrebu, Hrvatska, 1936. – 1934. projekt: L. Neuberger[4]